# Il Re del Mare
Il Re del Mare è un romanzo avventuroso dello scrittore veronese Emilio Salgari, facente parte del suo ciclo indo-malese. Fu pubblicato per la prima volta a puntate sulla rivista Per terra e per mare a cavallo tra il 1904 e il 1905 e, successivamente, in volume dall'editore Anton Donath nel 1906 con venti disegni di Alberto Della Valle.
La storia è ambientata nel 1868, vale a dire undici anni dopo i fatti narrati nel romanzo Le due tigri, mentre precede cronologicamente Alla conquista di un impero. Il titolo riprende il nome dietro cui si nasconde uno strano personaggio, foraggiato dalla Compagnia delle Indie Orientali e dal rajah di Sarawak, che ha dichiarato guerra a Sandokan e compagni; i pirati, per tutta risposta, ribattezzano con lo stesso nome una formidabile corazzata con la quale ingaggiano contro di lui una vera e propria guerra per mare.
Si tratta di un romanzo che dà una decisiva svolta alla saga: i personaggi del ciclo sono entrati, infatti, in una fase di maturità, che li ha resi più coscienti e razionali. Lo stesso autore comincia, benché in maniera appena accennata, a lasciare sullo sfondo l'istintivo ed ingombrante personaggio di Sandokan, preferendogli il poliedrico Yanez de Gomera: addirittura, il principe-pirata resta inizialmente fuori dall'azione, ricomparendo soltanto al sedicesimo capitolo e senza, peraltro, recitare una parte realmente decisiva nello svolgimento. Lo schema verrà riproposto ancora in buona parte dei capitoli successivi del ciclo, cominciando da Alla conquista di un impero.
La scelta stilistica e narrativa di Salgari ha finito per influenzare chiaramente anche la presentazione di varie edizioni moderne dei romanzi: secondo una tradizione acquisita, infatti, Il Re del Mare è considerato l'episodio capofila di un mini-ciclo di storie, detto appunto Secondo ciclo della jungla, che comprende, appunto, il successivo Alla conquista di un impero e Sandokan alla riscossa. La principale nota narrativa che distingue i due cicli consiste nel fatto che i personaggi nel primo (comprendente Le tigri di Mompracem, I misteri della jungla nera, I pirati della Malesia e Le due tigri) i personaggi principali fanno la loro conoscenza e uniscono occasionalmente le loro forze per sconfiggere il loro nemico; nel secondo, passato qualche anno, i personaggi vivono già da tempo avventure assieme e si battono contro gli stessi nemici.
Contrapposto alla fase di maturazione dei personaggi, ne Il Re del Mare vi è un dettaglio non da poco. Pur non più giovanissime, le tigri di Mompracem, per via del precipitare degli eventi, abbandonano le imprese via terra (che pure le avevano consacrate nei primi quattro romanzi), per tornare allo stadio primordiale della pirateria: la pura guerra navale. 

## Trama

### Parte I: La Malesia in fiamme
In quest'episodio della saga, i pirati della Malesia si ritrovano per la prima volta - e, apparentemente, in maniera inspiegabile - sotto attacco incrociato: Tremal-Naik, diventato proprietario terriero nella regione del Kabatuan, si vede attaccare la propria piantagione dai dayaki ribelli e viene catturato, assieme a sua figlia Darma, da un tale Sir James Moreland, conosciuto come Re del Mare per via della flotta di incrociatori che ha saputo sapientemente armare e mettere a disposizione del Regno Unito, per collaborare allo sterminio dei pirati.
Allo stesso tempo, le flotte del rajah di Sarawak (nipote di James Brooke) espugnano Mompracem e costringono Sandokan ad una sofferta ritirata. A risolvere la situazione è l'amico di sempre, il portoghese Yanez: andato in aiuto di Tremal-Naik con un drappello di pirati, scampa alla cattura e viene salvato da un potente incrociatore americano, il Nebraska. La corazzata, inizialmente commissionata ai cantieri dell'Oregon da un sultano malese, è rimasta senza proprietario dopo la morte dell'acquirente; Yanez coglie al volo l'occasione e la acquista per la cifra di sessantamila sterline e la ribattezza - a mo' di sfida - Re del Mare, potendo così cominciare la guerra navale contro l'Impero britannico.

### Parte II: Il figlio di Suyodhana
Per vari mesi, Sandokan e compagni ritornano alla vera, autentica pirateria per mare, abbordando mercantili e sfuggendo alle squadre di incrociatori. Il Re del Mare, tuttavia, è un bastimento che consuma carbone a volontà; con le difficoltà crescenti ad entrare nei porti per rifornirsi e ormai stretti tra troppi avversari, i capi-pirateria sono costretti a racimolare carburante nelle stive delle altre navi. Esaurito il carbone, il Re del Mare viene raggiunto e affondato da una squadriglia armata, guidata dal capitano Moreland. Costui rivela di essere il figlio del capo dei Thug, Suyodhana; allevato da una famiglia inglese e venuto a conoscenza della sua sanguinosa eredità solo quando compì venticinque anni, il giovane ha deciso di lavare col sangue la morte del padre. Ma l'amore per Darma e i suoi principi morali che gli impediscono di prendere le difese di un padre assassino lo portano a rinnegare la sua lotta e salvare le Tigri di Mompracem.

## Edizioni
- Emilio Salgari, Il Re del Mare, Aldebaran, 1956.
- Emilio Salgari, Il Re del Mare, Antonio Vallardi Editore, 1972.
- Emilio Salgari, Il Re del Mare, Salgariana, Ugo Mursia, ISBN 978-88-425-2366-6.